# Justin Bean
Justin B. Bean (Moore, 17 novembre 1996) è un cestista statunitense.